# 1388
| [ Edytuj tabelę ]                          |                                                                    |
| Król Polski                                | - 1384 Jadwiga Andegaweńska 1399 - 1386 Władysław II Jagiełło 1434 |
| Współksiążęta Andory                       | - 1388 Galcerà de Vilanova 1396 - 1343 Gaston III 1391             |
| Król Anglii                                | - 1377 Ryszard II 1399                                             |
| Król Aragonii i Walencji, hrabia Barcelony | - 1387 Jan I Myśliwy 1396                                          |
| Władca Azteków                             | - 1376 Acamapichtli 1395                                           |
| Elektor Brandenburgii                      | - 1378 Zygmunt Luksemburski 1388 - 1388 Jodok z Moraw 1411         |
| Książę Bawarii-Ingolstadt                  | - 1375 Stefan III 1413                                             |
| Książę Bawarii-Landshut                    | - 1375 Fryderyk 1393                                               |
| Książę Bawarii-Monachium                   | - 1375 Jan II 1397                                                 |
| Książę Burgundii                           | - 1364 Filip II Śmiały 1404                                        |
| Cesarz Bizancjum                           | - 1379 Jan V Paleolog 1390                                         |
| Car Bułgarii                               | - 1371 Iwan Szyszman 1393 - 1356 Iwan Stracimir 1396               |
| Cesarz Chin                                | - 1368 Hongwu 1398                                                 |
| Król Cypru                                 | - 1382 Jakub I 1398                                                |
| Król Czech                                 | - 1378 Wacław IV Luksemburski 1419                                 |
| Król Danii                                 | - 1387 Małgorzata I 1412                                           |
| Władca Egiptu                              | - 1382 Barkuk 1389                                                 |
| Cesarz Etiopii                             | - 1382 Dawid I 1413                                                |
| Król Francji                               | - 1380 Karol VI 1422                                               |
| Król Gruzji                                | - 1360 Bagrat V Wielki 1393                                        |
| Hrabia Holandii                            | - 1358 Albert 1404                                                 |
| Cesarz Japonii                             | - 1383 Go-Kameyama 1392                                            |
| Kalif                                      | - 1386 Al-Mu’tasim 1389                                            |
| Król Kastylii i Leónu                      | - 1379 Jan I 1390                                                  |
| Patriarcha Konstantynopola                 | - 1379 Nil Kerameus 1388                                           |
| Władca Korei                               | - 1374 U 1388 - 1388 Ch’ang 1389                                   |
| Wielki książę litewski                     | - 1382 Jagiełło 1400                                               |
| Cesarz Majapahitu                          | - 1350 Hajam Wuruk 1389                                            |
| Sułtan Maroka                              | - 1387 Abu al-Abbas Ahmad 1393                                     |
| Książę Mediolanu                           | - 1378 Giovanni Galeazzo 1402                                      |
| Wielki książę moskiewski                   | - 1359 Dymitr Doński 1389                                          |
| Król Nawarry                               | - 1387 Karol III Szlachetny 1425                                   |
| Król Norwegii                              | - 1387 Małgorzata I 1412                                           |
| Elektor Palatynatu                         | - 1356 Ruprecht I 1390                                             |
| Papież awinioński                          | - 1378 Klemens VII 1394                                            |
| Papież                                     | - 1378 Urban VI 1389                                               |
| Król Portugalii                            | - 1385 Jan I 1433                                                  |
| Cesarz Rzymski (niemiecki)                 | - 1378 Wacław IV Luksemburski 1400                                 |
| Książę Serbii                              | - 1371 Łazarz I Hrebeljanović 1389                                 |
| Elektor Saksonii                           | - 1370 Wacław 1388 - 1388 Rudolf III Saski 1419                    |
| Król Szkocji                               | - 1371 Robert II 1390                                              |
| Król Szwecji                               | - 1364 Albrecht Meklemburski 1389                                  |
| Król Tajlandii                             | - 1370 Pha Ngua 1388 - 1388 Thong Lan 1388 - 1388 Ramesuan 1395    |
| Sułtan Turków                              | - 1360 Murad I 1389                                                |
| Doża Wenecji                               | - 1382 Antonio Veniero 1400                                        |
| Król Węgier                                | - 1382 Maria Andegaweńska 1395 - 1387 Zygmunt Luksemburski 1437    |
| Wielki mistrz zakonu krzyżackiego          | - 1382 Konrad Zöllner von Rotenstein 1390                          |

Rok 1388 / MCCCLXXXVIII
stulecia: XIII wiek ~
XIV wiek ~
XV wiek

lata: 1378 «
1383 «
1384 «
1385 «
1386 «
1387 «
1388
» 1389
» 1390
» 1391
» 1392
» 1393
» 1398

## Wydarzenia w Polsce
- 24 lutego – na prośbę braci widawskich: Mikołaja, Piotra, Michała i Jakuba, król Władysław II Jagiełło wydał przywilej na lokację miasta Widawy.

- Jagiełło wydał przywileje piotrowskie. Król zobowiązał się do wykupienia szlachcica, który by trafił do niewoli zagranicznej, a także do wypłacenia żołdu w wysokości 3 grzywny od kopii podczas wyprawy zagranicznej.
- Zjazd Jagiełły z wielkim mistrzem krzyżackim w Toruniu.
- Pierwsza pisemna wzmianka o Poddębicach.
- Pierwsza pisemna wzmianka o wsi Grądy.
- Król Władysław Jagiełło przenosi wieś Piotrków na prawa magdeburskie (pierwsza pisemna wzmianka o wsi).

## Wydarzenia na świecie
- 9 kwietnia – wojna austriacko-szwajcarska: zwycięstwo Szwajcarów w bitwie pod Näfels.
- 21 maja – założono Uniwersytet w Kolonii.
- 23 sierpnia – wojna miast w Niemczech: zwycięstwo księcia Eberharda II Wirtemberskiego nad Związkiem Miast Szwabskich w bitwie pod Döffingen.
- książę litewski Witold Kiejstutowicz wydał przywilej dla Żydów w Grodnie i Brześciu nadający im takie same prawa jakie mieli Żydzi w Królestwie Polskim na mocy statutu księcia Bolesława Pobożnego

## Zmarli
- 20 lutego – Władysław Biały, książę gniewkowski z dynastii Piastów (ur. ok. 1330)
- 26 lutego – Bodzanta, polski duchowny katolicki, arcybiskup gnieźnieński (ur. 1320).